# Paronychia
Cet article possède un paronyme, voir Paronychie.
Genre
Classification phylogénétique
Paronychia (les paronyques), forme un genre de plantes de la famille des Caryophyllacées. On en dénombre plus de cent espèces de par le monde. Le genre Siphonychia fait désormais partie des paronyques.

## Description
Ce sont des plantes herbacées annuelles, bisannuelles ou pérennes. Certaines espèces ont une base ligneuse. Elles ont en général de petites fleurs blanches ou blanc-jaunâtre souvent cachées par les bractées.

## Distribution
Ont les trouve dans les zones tempérées des Amériques, d'Eurasie et d'Afrique.

## Étymologie
Le nom de ce genre vient de paronychie, une maladie des ongles que ces plantes étaient censées guérir.

## Espèces(à compléter)
- Paronychia argentea
- Paronychia canadensis
- Paronychia fastigiata
- Paronychia jamesii
- Paronychia kapela - Paronyque à feuilles de serpolet
- Paronychia sessiliflora
- Paronychia virginica